# Xung đột tình dục
Xung đột tình dục (Sexual conflict) hoặc đối kháng tình dục (sexual antagonism) là hiện tượng xảy ra khi hai giới có các chiến lược tối ưu có sự mâu thuẫn liên quan đến sinh sản, đặc biệt là về chế độ và tần suất giao phối, có khả năng dẫn đến một cuộc chạy đua tiến hóa giữa giống đực (đực/nam/trống/nọc) và giống cái (cái/mái/nái/nữ). Ví dụ, con đực có thể được hưởng lợi từ nhiều lần giao phối để thỏa mãn nhu cầu của bản thân cũng như tăng tỉ lệ di truyền nòi giống của mình, trong khi nhiều lần giao phối có thể gây hại hoặc gây nguy hiểm cho con cái, do sự khác biệt về mặt giải phẫu của loài đó (ví dụ như con cái phải mang bầu và nuôi con hay bị tổn thương sinh lý).
Sự phát triển của một cuộc chạy đua tiến hóa cũng có thể được tìm thấy trong mô hình chọn lọc tình dục theo đuổi, đặt xung đột giữa các giới tính trong bối cảnh tiến hóa đặc tính tính dục thứ cấp, khai thác cảm giác và kháng cự của giới nữ. Theo lý thuyết lựa chọn theo đuổi, xung đột tình dục liên tục tạo ra một môi trường trong đó tần số giao phối và sự phát triển đặc điểm giới tính thứ cấp của giống đực có phần phù hợp với mức độ kháng cự của giống cái. Nó chủ yếu được nghiên cứu trên động vật, mặc dù về nguyên tắc nó có thể áp dụng cho bất kỳ sinh vật sinh sản hữu tính nào, chẳng hạn như thực vật và nấm. Có một số bằng chứng cho xung đột tình dục ở thực vật.

## Sách tham khảo
- Thierry Lodé, (2006) La guerre des sexes chez les animaux. (The war of the sexes in animal kingdom) Odile Jacob Eds, Paris ISBN 2-7381-1901-8
- Dedicated issue of Philosophical Transactions B on Sexual Conflict freely available[liên kết hỏng]
- Dawkins, R. 1989. "Battle of the Sexes", pp. 140–165 in The Selfish Gene. Oxford: Oxford University Press.